# Superpuchar Islandii w piłce siatkowej mężczyzn (2024)
Superpuchar Islandii w piłce siatkowej mężczyzn 2024 (oficjalnie Meistarakeppni BLÍ karla 2024) – ósma edycja rozgrywek o Superpuchar Islandii zorganizowana przez Islandzki Związek Piłki Siatkowej (Blaksamband Íslands, BLÍ). Mecz rozegrany został 18 września 2024 roku w hali sportowej (íþróttahús) w Hveragerði. Wzięły w nim udział dwa kluby: mistrz i zdobywca Pucharu Islandii w sezonie 2023/2024 – Hamar oraz wicemistrz Islandii w tym sezonie – Afturelding.
Po raz pierwszy Superpuchar Islandii oraz tytuł mistrza mistrzów (Meistari Meistaranna) zdobył zespół Afturelding.

## Drużyny uczestniczące
| Drużyna     | Osiągnięcia w sezonie 2023/2024         |
| ----------- | --------------------------------------- |
| Hamar       | mistrzostwo i zdobycie Pucharu Islandii |
| Afturelding | wicemistrzostwo Islandii                |
| Źródło:     |                                         |

## Mecz
Środa, 18 września 2024 – 20:00 (UTC±0) • Íþróttahús, Hveragerði
Czas trwania meczu: 132 minuty
Sędziowie: Ólafur Jóhann Júlíusson i Jón Ólafur Valdimarsson
| Hamar              | 2:3                                       | Afturelding            |
| Tomasz Leik 26 pkt | (17:25, 25:11, 25:13, 23:25, 9:15) raport | Jakub Grzegolec 18 pkt |

| Poz.                  | Nr | Zawodnik                | 1        | 2          | 3           | 4          | 5          | Pkt |
| --------------------- | -- | ----------------------- | -------- | ---------- | ----------- | ---------- | ---------- | --- |
| Ś                     | 4  | Kristján Valdimarsson   | 8 pięć   | 8 pięć     | 8 pięć      | 8 pięć     | 8 pięć     | 8   |
| R                     | 6  | Sigurður Kári Harðarson | 6 trzy   |            | 23 zmiana14 | 6 trzy     | 4 pusty    |     |
| P                     | 7  | Tomasz Leik             | 7 cztery | 7 cztery   | 7 cztery    | 7 cztery   | 7 cztery   | 26  |
| Ś                     | 8  | Hafsteinn Valdimarsson  | 5 dwa    | 5 dwa      | 5 dwa       | 5 dwa      | 5 dwa      | 14  |
| P                     | 30 | Rafał Berwald           | 4 jeden  | 4 jeden    | 4 jeden     | 4 jeden    | 4 jeden    | 6   |
| A                     | 66 | Szymon Zamożniak        | 9 sześć  |            |             | 4 pusty    | 4 pusty    | 2   |
| L                     | 1  | Ragnar Ingi Axelsson    | L        | L          | L           | L          | L          |     |
| Zmiany                |    |                         |          |            |             |            |            |     |
| A                     | 9  | Hilmar Sigurjónsson     |          |            | 22 zmiana13 | 4 pusty    | 4 pusty    | 2   |
| P                     | 10 | Riccardo Meucci         |          | 16 zmiana7 | 16 zmiana7  | 4 pusty    | 16 zmiana7 | 3   |
| R                     | 13 | Leonardo Plaza Gandini  |          | 6 trzy     | 6 trzy      | 15 zmiana6 | 6 trzy     | 2   |
| A                     | 14 | Valgeir Valgeirsson     |          | 9 sześć    | 9 sześć     | 9 sześć    | 9 sześć    | 11  |
| Trener                |    |                         |          |            |             |            |            |     |
| Egill Þorri Arnarsson |    |                         |          |            |             |            |            |     |

| Poz.                 | Nr | Zawodnik                    | 1           | 2           | 3           | 4          | 5          | Pkt |
| -------------------- | -- | --------------------------- | ----------- | ----------- | ----------- | ---------- | ---------- | --- |
| Ś                    | 3  | Kristinn Benedikt Hannesson | 8 pięć      | 9 sześć     | 8 pięć      | 4 jeden    | 9 sześć    | 10  |
| R                    | 4  | Hilmir Berg Halldórsson     | 9 sześć     | 4 jeden     | 9 sześć     | 5 dwa      | 4 jeden    | 7   |
| P                    | 11 | Austris Bukovskis           | 7 cztery    | 8 pięć      | 7 cztery    | 9 sześć    | 8 pięć     | 8   |
| Ś                    | 12 | Ólafur Ían Brynjarsson      | 5 dwa       | 6 trzy      | 5 dwa       | 4 pusty    | 4 pusty    |     |
| A                    | 21 | Valens Torfi Ingimundarson  | 6 trzy      | 7 cztery    | 6 trzy      | 8 pięć     | 7 cztery   | 14  |
| P                    | 95 | Jakub Grzegolec             | 4 jeden     | 5 dwa       | 4 jeden     | 6 trzy     | 5 dwa      | 18  |
| L                    | 8  | Bartosz Zieliński           | L           | L           | L           | L          | L          |     |
| Zmiany               |    |                             |             |             |             |            |            |     |
| A                    | 5  | Kristinn Rafn Sveinsson     |             | 30 zmiana21 | 13 zmiana4  | 4 pusty    | 4 pusty    | 2   |
| Ś                    | 7  | Sebastian Sævarsson Meyer   |             |             | 21 zmiana12 | 7 cztery   | 6 trzy     |     |
| R                    | 14 | Haukur Logi Arnarsson       | 21 zmiana12 | 13 zmiana4  | 30 zmiana21 | 4 pusty    | 4 pusty    |     |
| P                    | 17 | Arnór Snær Guðmundsson      | 12 zmiana3  | 20 zmiana11 | 20 zmiana11 | 16 zmiana7 | 16 zmiana7 | 1   |
| Nie weszli na boisko |    |                             |             |             |             |            |            |     |
| P                    | 6  | Atli Fannar Pétursson       |             |             |             | 4 pusty    | 4 pusty    |     |
| Trener               |    |                             |             |             |             |            |            |     |
| Bartosz Zieliński    |    |                             |             |             |             |            |            |     |

| HAM | Statystyki        | AFT |
| 99  | MAŁE PUNKTY       | 89  |
| 62  | ATAK              | 45  |
| 1   | SERWIS            | 4   |
| 11  | BLOK              | 11  |
| 25  | BŁĘDY PRZECIWNIKA | 29  |

## Wyjściowe ustawienia drużyn
| Wyjściowe ustawienie w 1. secie \| Berwald H. Valdimarsson Harðarson Leik K. Valdimarsson Zamożniak Axelsson Grzegolec Brynjarsson Ingimundarson Bukovskis Hannesson Halldórsson Zieliński \| |
| |
| Berwald H. Valdimarsson Harðarson Leik K. Valdimarsson Zamożniak Axelsson Grzegolec Brynjarsson Ingimundarson Bukovskis Hannesson Halldórsson Zieliński                                       |

| Berwald H. Valdimarsson Harðarson Leik K. Valdimarsson Zamożniak Axelsson Grzegolec Brynjarsson Ingimundarson Bukovskis Hannesson Halldórsson Zieliński |

| Wyjściowe ustawienie w 2. secie \| Berwald H. Valdimarsson Gandini Leik K. Valdimarsson Valgeirsson Axelsson Halldórsson Grzegolec Brynjarsson Ingimundarson Bukovskis Hannesson Zieliński \| |
| |
| Berwald H. Valdimarsson Gandini Leik K. Valdimarsson Valgeirsson Axelsson Halldórsson Grzegolec Brynjarsson Ingimundarson Bukovskis Hannesson Zieliński                                       |

| Berwald H. Valdimarsson Gandini Leik K. Valdimarsson Valgeirsson Axelsson Halldórsson Grzegolec Brynjarsson Ingimundarson Bukovskis Hannesson Zieliński |

| Wyjściowe ustawienie w 3. secie \| Berwald H. Valdimarsson Gandini Leik K. Valdimarsson Valgeirsson Axelsson Grzegolec Brynjarsson Ingimundarson Bukovskis Hannesson Halldórsson Zieliński \| |
| |
| Berwald H. Valdimarsson Gandini Leik K. Valdimarsson Valgeirsson Axelsson Grzegolec Brynjarsson Ingimundarson Bukovskis Hannesson Halldórsson Zieliński                                       |

| Berwald H. Valdimarsson Gandini Leik K. Valdimarsson Valgeirsson Axelsson Grzegolec Brynjarsson Ingimundarson Bukovskis Hannesson Halldórsson Zieliński |

| Wyjściowe ustawienie w 4. secie \| Berwald H. Valdimarsson Harðarson Leik K. Valdimarsson Valgeirsson Axelsson Hannesson Halldórsson Grzegolec Sævarsson Ingimundarson Bukovskis Zieliński \| |
| |
| Berwald H. Valdimarsson Harðarson Leik K. Valdimarsson Valgeirsson Axelsson Hannesson Halldórsson Grzegolec Sævarsson Ingimundarson Bukovskis Zieliński                                       |

| Berwald H. Valdimarsson Harðarson Leik K. Valdimarsson Valgeirsson Axelsson Hannesson Halldórsson Grzegolec Sævarsson Ingimundarson Bukovskis Zieliński |

| Wyjściowe ustawienie w 5. secie \| Berwald H. Valdimarsson Gandini Leik K. Valdimarsson Valgeirsson Axelsson Halldórsson Grzegolec Sævarsson Ingimundarson Bukovskis Hannesson Zieliński \| |
| |
| Berwald H. Valdimarsson Gandini Leik K. Valdimarsson Valgeirsson Axelsson Halldórsson Grzegolec Sævarsson Ingimundarson Bukovskis Hannesson Zieliński                                       |

| Berwald H. Valdimarsson Gandini Leik K. Valdimarsson Valgeirsson Axelsson Halldórsson Grzegolec Sævarsson Ingimundarson Bukovskis Hannesson Zieliński |

Źródło: 

## Przebieg meczu

### Rozkład punktów
| HAM | AFT |
| --- | --- |
| 1   | 0   |
| 1   | 1   |
| 2   | 1   |
| 2   | 2   |
| 3   | 2   |
| 3   | 3   |
| 4   | 3   |
| 4   | 4   |
| 4   | 5   |
| 5   | 5   |
| 5   | 6   |
| 5   | 7   |
| 6   | 7   |
| 6   | 8   |
| 7   | 8   |
| 7   | 9   |
| 8   | 9   |
| 8   | 10  |
| 8   | 11  |
| 8   | 12  |
| 9   | 12  |
| 9   | 13  |
| 10  | 13  |
| 10  | 14  |
| 11  | 14  |
| 11  | 15  |
| 11  | 16  |
| 12  | 16  |
| 12  | 17  |
| 13  | 17  |
| 13  | 18  |
| 14  | 18  |
| 14  | 19  |
| 14  | 20  |
| 15  | 20  |
| 16  | 20  |
| 16  | 21  |
| 17  | 21  |
| 17  | 22  |
| 17  | 23  |
| 17  | 24  |
| 17  | 25  |

| HAM | AFT |
| --- | --- |
| 1   | 0   |
| 2   | 0   |
| 3   | 0   |
| 4   | 0   |
| 5   | 0   |
| 6   | 0   |
| 7   | 0   |
| 7   | 1   |
| 8   | 1   |
| 9   | 1   |
| 10  | 1   |
| 10  | 2   |
| 10  | 3   |
| 10  | 4   |
| 11  | 4   |
| 11  | 5   |
| 12  | 5   |
| 12  | 6   |
| 13  | 6   |
| 13  | 7   |
| 14  | 7   |
| 15  | 7   |
| 15  | 8   |
| 15  | 9   |
| 16  | 9   |
| 17  | 9   |
| 18  | 9   |
| 18  | 10  |
| 19  | 10  |
| 20  | 10  |
| 21  | 10  |
| 22  | 10  |
| 23  | 10  |
| 24  | 10  |
| 24  | 11  |
| 25  | 11  |

| HAM | AFT |
| --- | --- |
| 1   | 0   |
| 2   | 0   |
| 3   | 0   |
| 4   | 0   |
| 4   | 1   |
| 4   | 2   |
| 5   | 2   |
| 6   | 2   |
| 7   | 2   |
| 8   | 2   |
| 8   | 3   |
| 9   | 3   |
| 10  | 3   |
| 11  | 3   |
| 12  | 3   |
| 13  | 3   |
| 13  | 4   |
| 13  | 5   |
| 14  | 5   |
| 15  | 5   |
| 15  | 6   |
| 16  | 6   |
| 16  | 7   |
| 17  | 7   |
| 18  | 7   |
| 19  | 7   |
| 19  | 8   |
| 19  | 9   |
| 20  | 9   |
| 21  | 9   |
| 21  | 10  |
| 21  | 11  |
| 22  | 11  |
| 22  | 12  |
| 23  | 12  |
| 23  | 13  |
| 24  | 13  |
| 25  | 13  |

| HAM | AFT |
| --- | --- |
| 1   | 0   |
| 1   | 1   |
| 1   | 2   |
| 1   | 3   |
| 1   | 4   |
| 2   | 4   |
| 2   | 5   |
| 3   | 5   |
| 4   | 5   |
| 4   | 6   |
| 5   | 6   |
| 5   | 7   |
| 5   | 8   |
| 6   | 8   |
| 6   | 9   |
| 6   | 10  |
| 6   | 11  |
| 7   | 11  |
| 7   | 12  |
| 8   | 12  |
| 9   | 12  |
| 9   | 13  |
| 10  | 13  |
| 10  | 14  |
| 11  | 14  |
| 11  | 15  |
| 12  | 15  |
| 12  | 16  |
| 12  | 17  |
| 13  | 17  |
| 13  | 18  |
| 14  | 18  |
| 14  | 19  |
| 15  | 19  |
| 16  | 19  |
| 17  | 19  |
| 17  | 20  |
| 17  | 21  |
| 18  | 21  |
| 18  | 22  |
| 19  | 22  |
| 20  | 22  |
| 21  | 22  |
| 22  | 22  |
| 22  | 23  |
| 22  | 24  |
| 23  | 24  |
| 23  | 25  |

| HAM | AFT |
| --- | --- |
| 0   | 1   |
| 1   | 1   |
| 1   | 2   |
| 2   | 2   |
| 2   | 3   |
| 3   | 3   |
| 3   | 4   |
| 4   | 4   |
| 4   | 5   |
| 5   | 5   |
| 5   | 6   |
| 6   | 6   |
| 6   | 7   |
| 6   | 8   |
| 6   | 9   |
| 7   | 9   |
| 8   | 9   |
| 8   | 10  |
| 8   | 11  |
| 8   | 12  |
| 8   | 13  |
| 8   | 14  |
| 9   | 14  |
| 9   | 15  |

Źródło: 

### Zmiany i przerwy
| Hamar   | Hamar | Hamar         | Hamar | Hamar        | Afturelding | Afturelding | Afturelding   | Afturelding | Afturelding |
| Wynik   | Out   | Out           | In    | In           | Wynik       | Out         | Out           | In          | In          |
| ------- | ----- | ------------- | ----- | ------------ | ----------- | ----------- | ------------- | ----------- | ----------- |
| SET 1   |       |               |       |              |             |             |               |             |             |
|         |       |               |       |              | 13:18       | 12          | Brynjarsson   | 14          | Arnarsson   |
| 14:18   | 14    | Arnarsson     | 12    | Brynjarsson  |             |             |               |             |             |
| 17:22   | 3     | Hannesson     | 17    | Guðmundsson  |             |             |               |             |             |
| SET 2   |       |               |       |              |             |             |               |             |             |
| 15:9    | 7     | Leik          | 10    | Meucci       | 17:9        | 11          | Bukovskis     | 17          | Guðmundsson |
|         |       |               |       |              | 18:9        | 4           | Halldórsson   | 14          | Arnarsson   |
| 18:9    | 21    | Ingimundarson | 5     | Sveinsson    |             |             |               |             |             |
| SET 3   |       |               |       |              |             |             |               |             |             |
| 16:6    | 14    | Valgeirsson   | 6     | Harðarson    | 8:2         | 11          | Bukovskis     | 17          | Guðmundsson |
| 16:6    | 13    | Gandini       | 9     | Sigurjónsson | 13:3        | 4           | Halldórsson   | 5           | Sveinsson   |
| 22:11   | 7     | Leik          | 10    | Meucci       | 13:3        | 21          | Ingimundarson | 14          | Arnarsson   |
|         |       |               |       |              | 15:6        | 12          | Brynjarsson   | 7           | Sævarsson   |
| SET 4   |       |               |       |              |             |             |               |             |             |
| 6:11    | 6     | Harðarson     | 13    | Gandini      | 11:15       | 7           | Sævarsson     | 17          | Guðmundsson |
|         |       |               |       |              | 12:15       | 17          | Guðmundsson   | 7           | Sævarsson   |
| SET 5   |       |               |       |              |             |             |               |             |             |
| 8:13    | 7     | Leik          | 10    | Meucci       | 2:3         | 7           | Sævarsson     | 17          | Guðmundsson |
|         |       |               |       |              | 3:3         | 17          | Guðmundsson   | 7           | Sævarsson   |
| Źródło: |       |               |       |              |             |             |               |             |             |

| Przerwa   | KA    | Hamar |
| --------- | ----- | ----- |
| SET 1     |       |       |
| Przerwa 1 | 8:12  |       |
| Przerwa 2 | 14:19 |       |
| SET 2     |       |       |
| Przerwa 1 |       | 3:0   |
| Przerwa 2 |       |       |
| SET 3     |       |       |
| Przerwa 1 |       | 11:3  |
| Przerwa 2 |       |       |
| SET 4     |       |       |
| Przerwa 1 | 13:18 | 17:19 |
| Przerwa 2 |       | 21:22 |
| SET 5     |       |       |
| Przerwa 1 | 6:9   |       |
| Przerwa 2 | 8:10  |       |

## Statystyki
| Nr      | Imię i nazwisko         | Sety | Pkt | Atak  | Atak | Atak  | Zagrywka | Zagrywka | Zagrywka | Blok | Blok    |
| Nr      | Imię i nazwisko         | Sety | Pkt | Próby | Pkt  | %Exc. | Próby    | Asy      | Asy/set  | Pkt  | Pkt/set |
| ------- | ----------------------- | ---- | --- | ----- | ---- | ----- | -------- | -------- | -------- | ---- | ------- |
| 4       | Kristján Valdimarsson   | 5    | 8   | 13    | 6    | 46,15 | 10       | 0        | 0,00     | 2    | 0,40    |
| 6       | Sigurður Kári Harðarson | 3    | 0   | 0     | 0    | —     | 6        | 0        | 0,00     | 0    | —       |
| 7       | Tomasz Leik             | 5    | 26  | 45    | 22   | 48,89 | 14       | 0        | 0,00     | 4    | 0,80    |
| 8       | Hafsteinn Valdimarsson  | 5    | 14  | 19    | 12   | 63,16 | 24       | 1        | 0,20     | 1    | 0,20    |
| 9       | Hilmar Sigurjónsson     | 1    | 2   | 4     | 2    | 50,00 | 1        | 0        | 0,00     | 0    | —       |
| 10      | Riccardo Meucci         | 3    | 3   | 5     | 3    | 60,00 | 1        | 0        | 0,00     | 0    | —       |
| 13      | Leonardo Plaza Gandini  | 4    | 2   | 2     | 1    | 50,00 | 13       | 0        | 0,00     | 1    | 0,25    |
| 14      | Valgeir Valgeirsson     | 4    | 11  | 15    | 9    | 60,00 | 5        | 0        | 0,00     | 2    | 0,50    |
| 30      | Rafał Berwald           | 5    | 6   | 25    | 5    | 20,00 | 24       | 0        | 0,00     | 1    | 0,20    |
| 66      | Szymon Zamożniak        | 1    | 2   | 4     | 2    | 50,00 | 2        | 0        | 0,00     | 0    | —       |
| Źródło: |                         |      |     |       |      |       |          |          |          |      |         |

| Nr      | Imię i nazwisko             | Sety | Pkt | Atak  | Atak | Atak  | Zagrywka | Zagrywka | Zagrywka | Blok | Blok    |
| Nr      | Imię i nazwisko             | Sety | Pkt | Próby | Pkt  | %Exc. | Próby    | Asy      | Asy/set  | Pkt  | Pkt/set |
| ------- | --------------------------- | ---- | --- | ----- | ---- | ----- | -------- | -------- | -------- | ---- | ------- |
| 3       | Kristinn Benedikt Hannesson | 5    | 10  | 14    | 9    | 64,29 | 8        | 0        | 0,00     | 1    | 0,20    |
| 4       | Hilmir Berg Halldórsson     | 5    | 7   | 1     | 1    | 100   | 17       | 3        | 0,60     | 3    | 0,60    |
| 5       | Kristinn Rafn Sveinsson     | 2    | 2   | 5     | 2    | 40,00 | 1        | 0        | 0,00     | 0    | —       |
| 7       | Sebastian Sævarsson Meyer   | 3    | 0   | 3     | 0    | 0,00  | 5        | 0        | 0,00     | 0    | —       |
| 11      | Austris Bukovskis           | 5    | 8   | 14    | 5    | 35,71 | 9        | 1        | 0,20     | 2    | 0,40    |
| 12      | Ólafur Ían Brynjarsson      | 3    | 0   | 3     | 0    | 0,00  | 8        | 0        | 0,00     | 0    | —       |
| 14      | Haukur Logi Arnarsson       | 3    | 0   | 0     | 0    | —     | 2        | 0        | 0,00     | 0    | —       |
| 17      | Arnór Snær Guðmundsson      | 5    | 1   | 7     | 0    | 0,00  | 8        | 0        | 0,00     | 1    | 0,20    |
| 21      | Valens Torfi Ingimundarson  | 5    | 14  | 32    | 12   | 37,50 | 13       | 0        | 0,00     | 2    | 0,40    |
| 95      | Jakub Grzegolec             | 5    | 18  | 38    | 16   | 42,11 | 17       | 0        | 0,00     | 2    | 0,40    |
| Źródło: |                             |      |     |       |      |       |          |          |          |      |         |